# Щетнев, Роман Николаевич
Роман Николаевич Щетнев (род. 5 октября 1976, Клин, Московская область) — российский офицер; Герой России (2000).

## Биография
Родился в русской семье офицера Ракетных войск стратегического назначения. В 1994 году окончил Московское суворовское военное училище, в 1999 году — Рязанский институт Воздушно-десантных войск. Командовал разведывательным взводом 331-го гвардейского парашютно-десантного полка (98-я гвардейская воздушно-десантная дивизия, Кострома). В этой же должности в звании лейтенанта с сентября 1999 по март 2000 года участвовал в боях второй чеченской войны.
Совершил более 300 разведывательных выходов, участвовал примерно в тридцати крупных боестолкновениях с террористами; его взвод не потерял убитым ни одного солдата.
16 января 2000 года во главе разведгруппы вёл разведку укрепрайона боевиков в районе на высоте 935,5 у села Аллерой. Проникнув в расположение вражеских позиций, разведгруппа внезапно столкнулась с боевиками. Р. Щетнев первым выстрелом уничтожил вражеского пулемётчика, затем руководил группой в круговой обороне, лично уничтожил ещё несколько боевиков. Были отбиты две атаки врага, разведгруппа выстояла до подхода основных сил батальона. В ходе боя Р. Щетнев вынес в укрытие раненого рядового, оказал ему первую медицинскую помощь. В многочасовом бою разведгруппа потеряла только двоих бойцов ранеными. После соединения с батальоном Р. Щетнев участвовал в разгроме укреплённого района боевиков.
За мужество и героизм, проявленные в ходе контртеррористической операции на Северном Кавказе, Указом Президента Российской Федерации № 516 от 16 марта 2000 года лейтенанту Щетневу Роману Николаевичу присвоено звание Героя Российской Федерации.
Затем служил заместителем командира парашютно-десантной роты по воспитательной работе, командиром разведывательной роты парашютно-десантного полка. С июня 2004 года служит в полку Московского округа Внутренних войск МВД РФ (Кострома). В 2007 году окончил Общевойсковую Академию Вооружённых Сил РФ, в том же году присвоено воинское звание «подполковник».

## Награды
- медаль «Золотая Звезда» Героя России (16 марта 2000, № 602)
- медаль ордена «За заслуги перед Отечеством» 2-й степени.